# Anaplecta poecila
Anaplecta poecila är en kackerlacksart som beskrevs av Morgan Hebard 1926. Anaplecta poecila ingår i släktet Anaplecta och familjen småkackerlackor. Inga underarter finns listade i Catalogue of Life.